# Catherine Robergeová
Catherine Robergeová (* 8. února 1982 Québec) je kanadská zápasnice – judistka.

## Sportovní kariéra
S judem začínala v rodném Québecu po vzoru svých starších sourozenců. Vrcholově se připravovala v Montréalu pod vedením Hiroši Nakamury a později pod osobním vedením svého bratra Patricka. V kanadské ženské reprezentaci se pohybovala od roku 2000 ve střední váze do 70 kg. V roce 2004 jí v této váze pustila pozici reprezentační jedničky Marie-Hélène Chisholmová přestupem do nižší váhové kategorie a umožnila jí tím startovat na olympijské hry v Athénách. V úvodním kole olympijského turnaje přeprala v boji o úchop britskou veteránku Kate Howeyovou v dalším kole však nestačila na Němku Annett Böhmovou. Od roku 2005 patřila mezi přední panamerické judistiky, v roce 2008 však neuspěla v olympijské kvalifikaci pro účast na olympijských hrách v Pekingu.
Od roku 2009 přestoupila do vyšší polotěžká váhy do 78 kg, ve které zvýšila konkurenci v kanadské reprezentaci Amy Cottonové a Marylise Lévesqueové. V roce 2012 se na olympijské hry v Londýně nekvalifikovala. Její forma šla vzápětí po olympijských hrách nahoru, když vyhrála tři turnaje světového poháru a obsadila dělené 5. místo na mistrovství světa v Riu v roce 2013. Do olympijského roku 2016 však formu neudržela a na své druhé olympijské hry v Riu se nekvalifikovala.

### Vítězství na mezinárodních turnajích
- 2008 - 1× světový pohár (Baku)
- 2012 - 2× světový pohár (Abú Zabí, Istanbul)
- 2013 - 1× světový pohár (Praha)
- 2014 - 1× světový pohár (Salvador)

## Výsledky
| Turnaj                  | 2000         | 2001         | 2002         | 2003         | 2004         | 2005         | 2006         | 2007         | 2008         | 2009           | 2010           | 2011           | 2012           | 2013           | 2014           | 2015           | 2016           |
| Turnaj                  | 18           | 19           | 20           | 21           | 22           | 23           | 24           | 25           | 26           | 27             | 28             | 29             | 30             | 31             | 32             | 33             | 34             |
| Turnaj                  | střední váha | střední váha | střední váha | střední váha | střední váha | střední váha | střední váha | střední váha | střední váha | polotěžká váha | polotěžká váha | polotěžká váha | polotěžká váha | polotěžká váha | polotěžká váha | polotěžká váha | polotěžká váha |
| ----------------------- | ------------ | ------------ | ------------ | ------------ | ------------ | ------------ | ------------ | ------------ | ------------ | -------------- | -------------- | -------------- | -------------- | -------------- | -------------- | -------------- | -------------- |
| Olympijské hry          | —            |              |              |              | úč.          |              |              |              | —            |                |                |                | —              |                |                |                | —              |
| Mistrovství světa       |              | —            |              | —            |              | úč.          |              | úč.          |              | —              | úč.            | úč.            |                | 5.             | úč.            | —              |                |
| Panamerické hry         |              |              |              | —            |              |              |              | 3.           |              |                |                | 2.             |                |                |                | 3.             |                |
| Panamerické mistrovství | —            | —            | —            | —            | —            | 3.           | 3.           | 5.           | 3.           | —              | 3.             | —              | —              | 2.             | 2.             | 5.             | 5.             |
| Univerziáda             |              | —            |              | 2.           |              |              |              | 3.           |              | —              |                |                |                |                |                |                |                |
| Akademické MS           | —            |              | —            |              | 5.           |              | —            |              |              |                |                |                |                |                |                |                |                |
| MS juniorů              | 7.           |              |              |              |              |              |              |              |              |                |                |                |                |                |                |                |                |